# John McGeoch
John McGeoch (Greenock, 25 agosto 1955 – Launceston, 4 marzo 2004) è stato un chitarrista britannico.
Suonò con diverse band nel periodo post-punk, tra cui i Magazine, Siouxsie and the Banshees, i Visage e i Public Image Ltd. Fu descritto come "uno dei chitarristi più influenti della sua generazione" e fu anche ritenuto "il Jimmy Page della new wave". Nel 1996 fu elencato da Mojo tra i "100 più grandi chitarriti di tutti i tempi" per il suo lavoro con Siouxsie and the Banshees per la canzone Spellbound.
Una biografia autorizzata di John McGeoch sulla sua vita ed eredità (scritta da Rory Sullivan-Burke) è stata pubblicata nell'aprile 2022 da Omnibus Press. The Light Pours Out of Me - The Authorised Biography of John McGeoch contiene interviste recenti e inedite con numerosi musicisti che hanno citato McGeoch come un'influenza sul loro lavoro, tra cui Johnny Marr di The Smiths, Jonny Greenwood di Radiohead e John Frusciante tra molti altri, e anche una nuova intervista a Siouxsie Sioux.

## Vita e carriera

### I primi anni (1955-1976)
McGeoch nacque e crebbe a Greenock, nel Renfrewshire, in Scozia e acquistò la sua prima chitarra quando aveva 12 anni. Inizialmente imparò a suonare la chitarra impararando canzoni blues, tra cui il repertorio di Hendrix e quello di Clapton. Nel 1970 suonò in una band locale chiamata The Slugband. Nel 1971 con la famiglia si trasferì a Londra, e nel 1975 iniziò a frequentare il Politecnico di Manchester, dove studiò arte.
McGeoch conseguì una laurea in belle arti ed ebbe un costante interesse per la fotografia, la pittura e il disegno. Qualche anno più tardi creò alcune delle copertine per la sua futura band, The Armoury Show.

### Con i Magazine (1977-1980)
Nell'aprile 1977 il coinquilino di McGeoch Malcolm Garrett lo presentò a Howard Devoto, che aveva da poco lasciato i Buzzcocks e stava cercando un chitarrista per formare una band che avrebbe superato i limiti dei tre-accordi punk. Devoto trovò ciò che cercava in McGeoch e la coppia formò i Magazine, insieme a Barry Adamson, Bob Dickinson e Martin Jackson.
Nel gennaio 1978 i Magazine pubblicarono il loro singolo d'esordio, Shot by Both Sides. La musica fu scritta da Pete Shelley con nuovi testi di Devoto (la versione dei Buzzcocks è intitolata Lipstick), e il singolo raggiunse il nº41 della classifica britannica. Lo stesso anno, McGeoch si laureò all'università.
McGeoch suonò nei primi tre album, Real Life (1978), Secondhand Daylight (1979) e The Correct Use of Soap (1980). Lasciò la band nel 1980, poco dopo l'uscita di quest'ultimo album, frustrato per la mancanza di successo commerciale, pur essendo molto popolare tra i critici musicali.

### Con i Visage (1979-1981)
Nel 1979, mentre era ancora un membro dei Magazine, McGeoch si unì al gruppo elettronico di Steve Strange Visage insieme agli ex-compagni dei Magazine Barry Adamson e Dave Formula, iniziando a registrare le canzoni per il primo singolo Tar e più tardi, nel 1980, per l'omonimo album del complesso, Visage, suonando la chitarra e il sassofono.
Anche se vedeva i Visage come uno scherzo, McGeoch ebbe il successo che desiderava, per quanto breve. Il singolo Fade to Grey arrivò al numero uno in alcuni paesi europei. McGeoch non poté partecipare al secondo album del gruppo, The Anvil, perché non poté essere presente a Londra quando i Visage stavano registrando.
Mentre era ancora un membro dei Magazine e dei Visage, McGeoch suonò con altre band come i Generation X, per alcune canzoni dall'album Kiss Me Deadly, e per gli Skids, per una Peel Session alla fine del 1980 per sostituire Stuart Adamson, che era malato. Durante quei giorni, lasciò i Magazine.
Da quel momento, collaborò per l'album di Ken Lockie The Impossible (1981), insieme al compagno ex-Magazine John Doyle.

### Con Siouxsie and the Banshees (1980-1982)
Dopo l'ingresso nei Siouxsie and the Banshees nel 1980, McGeoch entrò in un periodo di successo sia creativo sia commerciale. Durante la sua prima sessione con i Banshees, iniziò un nuovo modo di suonare. Commentò in seguito: "Stavo attraversando una fase molto pignola, il contrario dello schitarrare. Happy House era più leggero e aveva più musicalità. Mi avevano invitato a unirmi. Mi è dispiaciuto lasciare i Magazine ma i Banshees erano così interessanti e sembrava una buona mossa".

Suonò la chitarra negli album dei Banshees Kaleidoscope (1980), Juju (1981) e A Kiss in the Dreamhouse (1982). I singoli di successo dei Banshees di quel periodo caratterizzarono alcuni dei più grandi lavori di McGeoch, in particolare Happy House, Christine e Israel del 1980 e Spellbound e Arabian Knights del 1981. Il contributo di McGeoch al gruppo è stato importante in termini di suoni e di stile. La cantante Siouxsie Sioux lo onorò successivamente: 
"John McGeoch era il mio chitarrista preferito di tutti i tempi. Era verso un suono quasi astratto. Mi è piaciuto molto il fatto che potevo dire, "Voglio che questo suoni come un cavallo che cade da un dirupo", e sapeva esattamente quello che intendevo. Era semplicemente, senz'ombra di dubbio, il chitarrista più creativo che i Banshees abbiano mai avuto".
Tuttavia, McGeoch ebbe un esaurimento nervoso dovuto agli stress delle tournée e al bere e collassò sul palco durante un concerto a Madrid. Questo segnò la fine della sua permanenza con Siouxsie and the Banshees.

### Con i Public Image Ltd (PIL) (1986–1992)
Dopo tre anni negli Armory Show (che comprendevano Richard Jobson e Russell Webb, entrambi ex-membri degli Skids, e John Doyle, che era stato compagno di band di McGeoch nei Magazine), McGeoch si unì ai Public Image Ltd. nel 1986, una decisione che potrebbe essere stata in parte motivata da difficoltà finanziarie sostenute durante il periodo con gli Armory Show. McGeoch era stato un grande ammiratore del PIL, in particolare dei testi di John Lydon, ma secondo quanto riferito rifiutò un invito a unirsi alla band nel 1984 a causa di impegni precedenti.
Nonostante fosse stato colpito in faccia da una bottiglia durante uno dei primi concerti con la band, McGeoch rimase con i PIL fino a quando si sciolsero nel 1992, facendo di lui il componente più longevo oltre a Lydon. Ha lavorato nell'album Happy?, 9 e That What Is Not.
Durante il periodo con i PIL, McGeoch sposò Denise Dakin il 14 settembre 1988. La coppia ebbe una figlia nel 1989, Emily Jean McGeoch, che in seguito istituì sui siti web un omaggio al padre su Myspace e Facebook..

### La vita dopo la musica e gli ultimi anni
Dopo che i Public Image Ltd si divisero, McGeoch formulò dei programmi con Glenn Gregory degli Heaven 17 e il compositore/produttore Keith Lowndes. Con John Keeble degli Spandau Ballet e il cantante Clive Farrington dei When in Rome, formò il progetto di breve durata chiamato Pacific (non la band che registrò un album intitolato Inference per la Creation Records nel 1990).
McGeoch si diplomò come infermiere nel 1995, anche se prima della sua morte scrisse un po' di musica per la televisione. È stato riferito che morì nel sonno, a Launceston, in Cornovaglia, Inghilterra.

## Stile musicale
Il primo riff di chitarra che imparò a suonare fu apparentemente Sunshine of Your Love dei Cream. Le caratteristiche chiave del suo stile di suonare comprendevano l'arpeggio creativo, la guitar armonics, l'uso del flanger e un disprezzo occasionale per le scale convenzionali.

## Attrezzatura
La sua prima chitarra elettrica fu un Commodore rosso.
Durante il periodo ai Magazine, suonò una chitarra Yamaha SG1000 con un sostegno montato MXR M117R flanger. Comprò il suo primo modello nel 1977 (o nel 1976, come anche dichiarò), quando i Magazine ottennero il primo contratto discografico.
Con Siouxsie and the Banshees, creò la propria installazione. Aveva un flanger MXR montato su un microfono da supporto che gli permise di percuotere una corda e spazzare la manopola a flangia in tempo reale.
Quando era negli Armoury Show, usò anche un Squier Stratocaster del 1957 e un Ibanez AE410BK.
Durante i suoi ultimi giorni con PIL e il periodo con i Pacific, suonò una chitarra elettrica in legno massello Carvin. Usò anche una chitarra Washburn Tour 24 per le tournée durante il 1988.

## Lascito e influenza
McGeoch è stato citato da molti artisti come influenza importante.
Johnny Marr degli Smiths ha dichiarato alla BBC Radio 2 nel febbraio 2008 che ha considerato molto altamente McGeoch per il lavoro con i Magazine e Siouxsie and the Banshees (specialmente su Spellbound dei Banshees). Marr ha detto su questa canzone: 
 "È così intelligente. Ha di buono che è veramente pignolo il quale è molto poco rock'n'roll e questa melodia che sta suonando è davvero molto misteriosa".
I Radiohead sono stati ispirati da lui per registrare There There. Ci hanno spiegato che erano "in cielo" quando il loro produttore Nigel Godrich per quella sessione ha costruito il suono di Jonny Greenwood come nel periodo-McGeoch di Siouxsie and the Banshees. The Edge degli U2 ha spesso citato McGeoch come una delle sue influenze. Gli U2 hanno selezionato la canzone Christine dall'album Kaleidoscope di Siouxsie and the Banshees per una raccolta fatta per Mojo.
Altri chitarristi hanno parlato di lui. Dave Navarro dei Jane's Addiction ha detto che ha imparato la chitarra ascoltando gli album che McGeoch registrò con Siouxsie and the Banshees. John Frusciante dei Red Hot Chili Peppers allo stesso modo ha detto che egli stesso ha insegnato a suonare "imparando tutte le cose di John McGeoch nei Magazine e in Siouxsie and the Banshees".
Nei primi anni ottanta, McGeoch si avventurò anche nella produzione musicale, producendo l'album d'esordio del gruppo punk-funk svedese Zzzang Tumb nel 1983.
Nel 2008, la BBC mandò in onda un documentario radiofonico di un'ora sulla vita e sul lavoro di McGeoch, intitolato Spellbound: The John McGeoch Story.

## Discografia

### Magazine
- Real Life (1978)
- Secondhand Daylight (1979)
- The Correct Use of Soap (1980)

### Visage
- Visage (1980)

### Generation X
- Kiss Me Deadly (1981)

### Siouxsie and the Banshees
- Kaleidoscope (1980)
- Juju (1981)
- A Kiss in the Dreamhouse (1982)

### The Armoury Show
- Waiting for the Floods (1985)

### Public Image Ltd
- Happy? (1987)
- 9 (1989)
- That What Is Not (1992)

### The Sugarcubes
- Stick Around for Joy (1992)